# Кузьківська сільська рада
Ку́зьківська сільська́ ра́да — колишній орган місцевого самоврядування в Конотопському районі Сумської області. Адміністративний центр — село Кузьки.

## Загальні відомості
- Населення ради: 1 554 особи (станом на 2001 рік)

## Населені пункти
Сільській раді були підпорядковані населені пункти:
- с. Кузьки
- с. Гути
- с. Жолдаки
- с. Новоселівка
- с. Раки

## Склад ради
Рада складалася з 16 депутатів та голови.
- Голова ради: Новіков Ігор Володимирович
- Секретар ради: Кузько Ніна Іванівна

### Керівний склад попередніх скликань
| Прізвище, ім'я, по батькові | Основні відомості                                                                       | Дата обрання | Дата звільнення |
| --------------------------- | --------------------------------------------------------------------------------------- | ------------ | --------------- |
| Заїко Володимир Іванович    | Сільський голова, 1964 року народження, безпартійний                                    | 26.03.2006   | 31.10.2010      |
| Зїко Володимир Іванович     | Сільський голова, 1964 року народження, освіта вища, безпартійний                       | 31.10.2010   | 11.12.2011      |
| Новіков Ігор Володимирович  | Сільський голова, 1973 року народження, освіта середня спеціальна, член Партії регіонів | 11.12.2011   |                 |

Примітка: таблиця складена за даними сайту Верховної Ради України